# Williams FW10
Williams FW10 (и его модификация FW10B) — гоночный автомобиль команды  Canon Williams Honda Team, участвовавший в сезоне Формулы-1 1985 года.

## История
Патрик Хэд сделал монокок Williams FW10 полностью из углеволокна. Двигатель Honda был очень мощным, хотя и не таким надежным, как, например, чемпионский TAG-Porsche. Для квалификаций мощность мотора можно было поднять до отметки в 1000-1250 л.с.
Новое шасси было лучше и более приспособлено к турбомотору Honda, чем FW09, поэтому результаты поползли вверх по сравнению с прошлым годом. Росберг и перешедший из Lotus Мэнселл одержали по 2 победы. Это позволило команде занять 3-е место в Кубке конструкторов, а финну завоевать "бронзу" в личном зачёте. Именно на этом болиде Росберг установил рекорд средней скорости прохождения круга в квалификации на Гран-при Великобритании - 258,9 км/ч, который держался аж до 2002 года. Однако надежность болида все ещё не была на высоте. Также FW10 трудно управлялся в дождевых условиях и на городских трассах.
Но всё же FW10 был важным шагом на пути к титулам 1986-87 годов, которые были выиграны на FW11 и FW11B.

## Результаты в гонках сезона 1985 года
| Шасси            | Двигатель           | Шины | Пилоты  | 1    | 2    | 3    | 4   | 5   | 6    | 7   | 8    | 9   | 10   | 11   | 12   | 13  | 14  | 15  | 16   | Место | Очки |
| ---------------- | ------------------- | ---- | ------- | ---- | ---- | ---- | --- | --- | ---- | --- | ---- | --- | ---- | ---- | ---- | --- | --- | --- | ---- | ----- | ---- |
| Williams FW10(B) | Honda RA163E V6 1,5 | G    |         | БРА  | ПОР  | САН  | МОН | КАН | ДЕТ  | ФРА | ВЕЛ  | ГЕР | АВТ  | НИД  | ИТА  | БЕЛ | ЕВР | ЮАР | АВС  | 3     | 71   |
| Williams FW10(B) | Honda RA163E V6 1,5 | G    | Мэнселл | Сход | 5    | 5    | 7   | 6   | Сход | НС  | Сход | 6   | Сход | 6    | 12   | 2   | 1   | 1   | Сход | 3     | 71   |
| Williams FW10(B) | Honda RA163E V6 1,5 | G    | Росберг | Сход | Сход | Сход | 8   | 4   | 1    | 2   | Сход | 12  | Сход | Сход | Сход | 4   | 3   | 2   | 1    | 3     | 71   |

| Легенда к таблице |                                                                    |
| --- | ------------------------------------------------------------------ |
| В таблице перечислены результаты всех Гран-при Формулы-1, в которых использовался автомобиль. Строками таблицы являются сезоны, столбцами — этапы чемпионата мира. В каждой клетке указаны сокращённое название этапа и результат, дополнительно обозначенный цветом. Расшифровка обозначений и цветов представлена в нижеследующей таблице. |                                                                    |
| \| Пример \| Описание \| \| ------------ \| ------------------------------------------------------------------ \| \| 1 \| Победитель \| \| 2 \| Второе место \| \| 3 \| Третье место \| \| 5 \| Финишировал, заработав очки \| \| Сход \| Не финишировал, но при этом заработал очки \| \| 12 \| Финишировал, не получив очков \| \| НКЛ \| Финишировал, но не попал в финальную классификацию \| \| 15 \| Участвовал вне зачёта, либо по отдельной классификации \| \| 18 \| Не финишировал, но попал в финальную классификацию \| \| Сход \| Не финишировал \| \| НКВ \| Не прошёл квалификацию \| \| НПКВ \| Не прошёл предквалификацию \| \| ДСК \| Дисквалифицирован \| \| ИСК \| Исключён из протокола соревнований \| \| ТТ \| Заявлен для участия только в тренировках \| \| НС \| Участвовал в квалификации, но не стартовал в гонке \| \| Т \| Травмирован или болен \| \| ОТК \| Отказ от участия \| \| НТР \| Прибыл на соревнования, но на трассу не выезжал \| \| НПР \| Был заявлен в числе участников, но не прибыл к началу соревнований \| \| О \| Соревнования отменены \| \| \| Не участвовал \| \| Поул-позиция \| \| \| Быстрый круг \| \| |                                                                    |
| Пример | Описание                                                           |
| 1 | Победитель                                                         |
| 2 | Второе место                                                       |
| 3 | Третье место                                                       |
| 5 | Финишировал, заработав очки                                        |
| Сход | Не финишировал, но при этом заработал очки                         |
| 12 | Финишировал, не получив очков                                      |
| НКЛ | Финишировал, но не попал в финальную классификацию                 |
| 15 | Участвовал вне зачёта, либо по отдельной классификации             |
| 18 | Не финишировал, но попал в финальную классификацию                 |
| Сход | Не финишировал                                                     |
| НКВ | Не прошёл квалификацию                                             |
| НПКВ | Не прошёл предквалификацию                                         |
| ДСК | Дисквалифицирован                                                  |
| ИСК | Исключён из протокола соревнований                                 |
| ТТ | Заявлен для участия только в тренировках                           |
| НС | Участвовал в квалификации, но не стартовал в гонке                 |
| Т | Травмирован или болен                                              |
| ОТК | Отказ от участия                                                   |
| НТР | Прибыл на соревнования, но на трассу не выезжал                    |
| НПР | Был заявлен в числе участников, но не прибыл к началу соревнований |
| О | Соревнования отменены                                              |
| | Не участвовал                                                      |
| Поул-позиция |                                                                    |
| Быстрый круг |                                                                    |